# Argonauta (molusco)

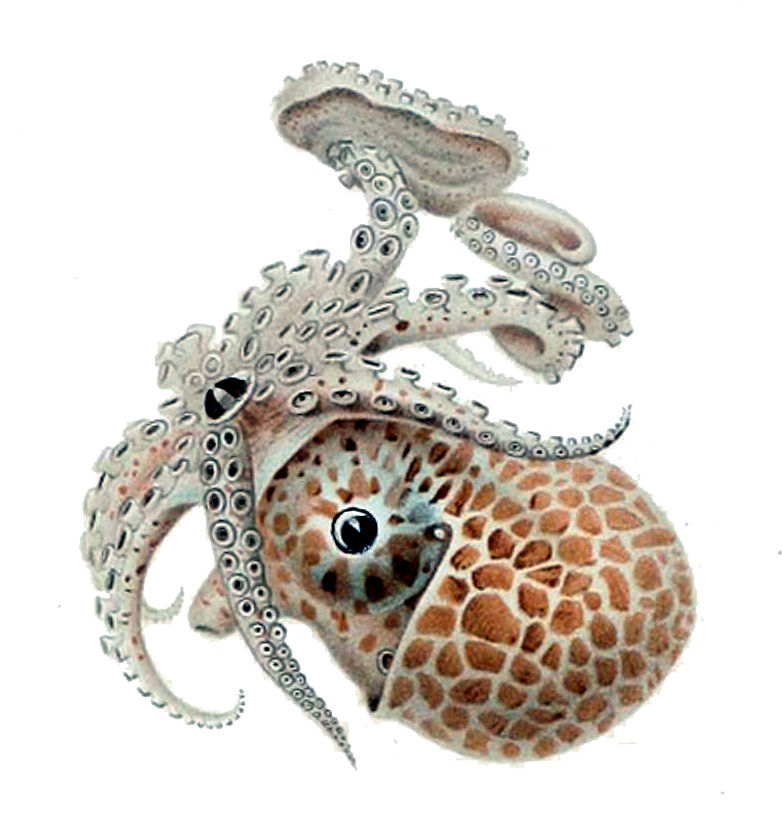
Dibujo del animal.

Los argonautas (género Argonauta), único género actual de la familia Argonautidae, son moluscos cefalópodos del orden octópodos que tienen vida pelágica. También son conocidos como «nautilos de papel», en analogía con la concha de los miembros de la familia Nautilidae y haciendo referencia a la fina concha que segregan las hembras.

## Dimorfismo sexual y reproducción
Los argonautas presentan un extremado dimorfismo sexual, tanto en tamaño como en forma. Las hembras miden sobre 10 cm y segregan conchas de hasta 30 cm, mientras que los machos apenas superan los 2 cm y carecen de esta concha.
Los machos, tienen una vida muy corta, durante la cual solo se aparean, mientras que las hembras viven más tiempo y son las encargadas de la puesta. Además, las hembras han sido conocidas desde tiempos antiguos mientras que los machos se describieron por primera vez en el siglo XIX.
Los machos además carecen de dos brazos dorsales con expansiones en su extremo. En cambio, estos tienen un brazo modificado como órgano copulador, el hectocótilo, que utilizan para transferir el esperma a la hembra. Para la fertilización, el macho introduce el brazo hectocotilizado dentro de la cavidad paleal de la hembra, liberando a continuación un espermatóforo.

## Concha
Las conchas de los argonautas curiosamente se parecen a las conchas de los extintos ammonites. Esta es segregada por los extremos de dos tentáculos dorsales de las hembras con expansiones en su extremo. Se segrega previamente a la puesta ya que dentro de esta concha es donde la hembra pondrá los huevos. 
Además, la hembra se mantiene en esta concha junto con la puesta y generalmente se la encuentra con los brazos y los tentáculos sobresaliendo, aunque puede refugiarse completamente dentro de ella.
Estas conchas son generalmente encontradas flotando cerca de la superficie o incluso se encuentran en las playas. A diferencia de la mayoría de conchas de los moluscos, esta no está compuesta de aragonita, sino que su principal componente es la calcita-Mg.

## Alimentación y defensa
Los argonautas se alimentan principalmente durante el día, utilizando sus tentáculos para sujetar a su presa y llevárselas a la boca. A continuación muerden esta con su pico córneo y le inoculan veneno, que es producido por las glándulas salivales modificadas en los cefalópodos. Si la presa tiene concha o un exoesqueleto duro, el argonauta utiliza su rádula para perforar esa cubierta dura y así poder inyectar el veneno. Generalmente se alimentan de pequeños crustáceos, moluscos, medusas y larvas de urocordados o tunicados.
Los argonautas tienen la habilidad de modificar su color corporal para así confundirse con el medio (fenómeno denominado homocromía) y pasar así desapercibidos para los predadores.
Otra de las defensas que utilizan estos animales es la tinta que liberan cuando se sienten amenazados para poder huir. Esta tinta, afecta no solo a la visibilidad, sino que también afecta al olfato del atacante lo que impide que puedan seguir al animal.
Finalmente, otro de los métodos de defensa consiste en que la hembra se puede refugiar dentro de la concha y produzca destellos metálicos con esta, disuadiendo al predador de atacar.
Los predadores naturales de estos moluscos son los atunes, delfines y peces espada.

## Otros datos
Los argonautas aparecían en el libro de Julio Verne Veinte mil leguas de viaje submarino; su encuentro según los antiguos, presagia prosperidades y buena ventura, según el personaje narrador del libro, y también menciona que el argonauta es acetabulífero es decir provisto de ventosas y no habrían de confundirlo con el nautilo que es tentaculífero, es decir, provisto de tentáculos.
Recientemente algunas especies de argonautas han sido consideradas como indicadores de la acidificación  marina, así como de las tendencias hacia el calentamiento global.
Una hembra de argonauta fue descrita en el poema de Marianne Moore; "The Paper Nautilus".